# Mitsubishi Ki-20
Mitsubishi Ki-20 (яп. 三菱 キ20) — важкий бомбардувальник Імперської армії Японії періоду 1930-х років.

## Історія створення
У 1928 році фірма Mitsubishi підписала контракт з фірмою Junkers на ліцензійне виготовлення німецького літака Junkers G.38 під назвою K.51 з 4 двигунами Junkers Jumo потужністю 800 к.с. кожен. Крім креслень та технічної документації, фірма Junkers надала фірмі Mitsubishi більшу частину матеріалів, необхідних для виробництва літака.
На базі літака K.51 у 1930 році фірма Mitsubishi розробила важкий бомбардувальник, який отримав назву «Надважкий бомбардувальник Тип 92» (або Ki-20). На перших літаках встановлювали німецькі двигуни Junkers L88, на наступних - Mitsubishi Type Ju (ліцензійний варіант «Jumo 204» потужністю 750 к.с.), на останніх - Kawasaki Ha-9. Літак міг нести 1645 кг бомб (максимально до 5000 кг бомб). Озброєння складалось з однієї 20-мм гармати та п'яти 7,7-мм кулеметів - двох в носовій частині, двох у верхніх турелях і одного в нижній турелі.
Всього було збудовано 6 літаків. Літаки використовувались японською армією до 1940 року. Під час Другої світової війни декілька Ki-20 використовувались як транспортні.
На цей час зберігся один літак Ki-20, який знаходиться в Авіаційному музеї Токородзави. Решта літаків були знищені або здані на злам.

## Тактико-технічні характеристики

### Технічні характеристики
- Екіпаж: 10 чоловік
- Довжина: 23,20 м
- Висота: 7,00 м
- Розмах крила: 44,00 м
- Площа крила: 294,00 м ²
- Маса порожнього: 14 912 кг
- Маса спорядженого: 25 448 кг
- Двигун: 4 х Junkers Jumo 204
- Потужність: 750 к. с. кожен

### Льотні характеристики
- Максимальна швидкість: 201 км/г
- Практична дальність: 3 700 км
- Практична стеля: 2 900 м

### Озброєння
- Гарматне:1 × 20-мм гармата
- Кулеметне: 5 × 7,7-мм кулеметів
- Бомбове навантаження: 1645 кг бомб 
максимально до 5 000 кг бомб